# Candy Shop
Candy Shop (englisch für „Süßigkeitenladen“) ist ein Lied des US-amerikanischen Rappers 50 Cent, das er zusammen mit der R&B-Sängerin Olivia aufnahm. Der Song ist die zweite Singleauskopplung seines zweiten Studioalbums The Massacre und wurde am 15. Januar 2005 veröffentlicht.

## Inhalt
Candy Shop ist ein Clubsong mit einem Text, der voll mit sexuellen Anspielungen und Metaphern aus der Welt der Süßigkeiten ist. So rappt 50 Cent aus der Perspektive des lyrischen Ichs davon, dass er den „Magic Stick“ habe und die Frau am „Lollipop“ lecken lasse. Er wird aber auch eindeutig und meint, dass er alle ihre Wünsche erfülle und es mit ihr an jedem Ort tun werde. Was dabei alles passiere, sei ihr gemeinsames Geheimnis. Während 50 Cent die Strophen allein rappt, wird der Refrain von ihm und Olivia gemeinsam vorgetragen.

“I’ll take you to the candy shop

I’ll let you lick the lollipop

Go ahead, girl, don’t you stop

Keep going ’til you hit the spot, whoaa”

## Produktion
Der Song wurde von dem US-amerikanischen Musikproduzenten Scott Storch produziert, der zusammen mit 50 Cent auch den Text schrieb. Das Lied enthält ein Sample des Songs Love Break des Salsoul Orchestra.

## Musikvideo
Bei dem zu Candy Shop gedrehten Musikvideo führte der dominikanische Regisseur Jessy Terrero Regie. Es wurde am 11. und 12. Januar 2005 in Hollywood gedreht. Auf YouTube verzeichnet das Video über 711 Millionen Aufrufe (Stand September 2021).
Zu Beginn fährt 50 Cent in einem roten Saleen S7 vor einer Villa vor und wird dort von Olivia mit den Worten „Welcome to the Candy Shop“ empfangen. Anschließend geht er durch das Haus, in dem sich überall leicht-bekleidete Frauen befinden. Er vergnügt sich schließlich in einem Raum mit einer Frau auf einem Bett. Danach ist er mit einer Frau in einem Krankenschwester-Kostüm zu sehen und trifft später noch auf eine Domina mit Peitsche. Zwischendurch sieht man 50 Cent vor seinem Auto oder in der Villa rappen und Olivia mit anderen Frauen in rotem Outfit eine Choreografie tanzen. Kurz vor Ende kommen sich auch 50 Cent und Olivia auf einer Couch näher, doch in diesem Moment wacht 50 Cent auf und steht im Auto vor einem Süßigkeitenladen, dessen Bedienung Olivia ist. Im Video sind auch die Rapper Lloyd Banks, Young Buck und Lil Scrappy zu sehen.

## Single

### Covergestaltung
Das Singlecover zeigt Olivia und 50 Cent, die ganz in Weiß gekleidet sind. Hinter ihnen sind zwei leicht-bekleidete Frauen in einem Pool voll Schokolade zu sehen, der von Olivia umgerührt wird und in den 50 Cent Milch hineingießt. Im Vordergrund befinden sich die Schriftzüge 50 Cent in Braun-weiß und Candy Shop in Weiß. Der Hintergrund ist in Dampf gehüllt.

### Titelliste
1. Candy Shop – 3:31
2. Disco Inferno – 3:36
3. Candy Shop Instrumental – 3:31
4. Candy Shop Video – 4:11

### Chartplatzierungen
Candy Shop stieg am 28. März 2005 auf Platz 4 in die deutschen Charts ein und erreichte vier Wochen später die Chartspitze, an der es sich drei Wochen hielt. Insgesamt konnte sich der Song 20 Wochen lang in den Top 100 halten, davon elf Wochen in den Top 10. In den deutschen Jahrescharts 2005 belegte die Single Platz 7. Ebenfalls Rang 1 erreichte Candy Shop unter anderem in den Vereinigten Staaten, Österreich und der Schweiz. In den Vereinigten Staaten konnte der Song sich neun Wochen an der Chartspitze halten.
| ChartsChartplatzierungen       | Höchstplatzierung | Wochen |
| ------------------------------ | ----------------- | ------ |
| Deutschland (GfK)              | 1 (20 Wo.)        | 20     |
| Österreich (Ö3)                | 1 (19 Wo.)        | 19     |
| Schweiz (IFPI)                 | 1 (19 Wo.)        | 19     |
| Vereinigte Staaten (Billboard) | 1 (23 Wo.)        | 23     |
| Vereinigtes Königreich (OCC)   | 4 (32 Wo.)        | 32     |

| ChartsJahrescharts (2005)      | Platzierung |
| ------------------------------ | ----------- |
| Deutschland (GfK)              | 7           |
| Österreich (Ö3)                | 20          |
| Schweiz (IFPI)                 | 6           |
| Vereinigte Staaten (Billboard) | 8           |
| Vereinigtes Königreich (OCC)   | 29          |

| ChartsJahrescharts (2000–2009) | Platzierung |
| ------------------------------ | ----------- |
| Vereinigte Staaten (Billboard) | 52          |

### Auszeichnungen für Musikverkäufe
Candy Shop wurde 2023 für mehr als 750.000 Verkäufe in Deutschland mit einer fünffachen Goldenen Schallplatte ausgezeichnet. In den Vereinigten Staaten erhielt die Single eine fünffache Platin-Schallplatte für über fünf Millionen verkaufte Einheiten, während der zugehörige Klingelton für mehr als eine Million Verkäufe eine Platin-Schallplatte bekam.
| Land/Region                  | Auszeichnungen für Musikverkäufe (Land/Region, Auszeichnung, Verkäufe) | Verkäufe  |
| ---------------------------- | ---------------------------------------------------------------------- | --------- |
| Australien (ARIA)            | Platin                                                                 | 70.000    |
| Brasilien (PMB)              | 2× Platin                                                              | 120.000   |
| Dänemark (IFPI)              | Platin                                                                 | 90.000    |
| Deutschland (BVMI)           | 5× Gold                                                                | 750.000   |
| Griechenland (IFPI)          | Gold                                                                   | 10.000    |
| Italien (FIMI)               | Platin                                                                 | 100.000   |
| Neuseeland (RMNZ)            | 3× Platin                                                              | 90.000    |
| Spanien (Promusicae)         | Platin                                                                 | 60.000    |
| Vereinigte Staaten (RIAA)    | 5× Platin (Single) · + Platin (Mastertone)                             | 6.000.000 |
| Vereinigtes Königreich (BPI) | 2× Platin                                                              | 1.200.000 |
| Insgesamt                    | 2× Gold · 19× Platin ·                                                 | 8.490.000 |

Hauptartikel: 50 Cent/Auszeichnungen für Musikverkäufe
Bei den Grammy Awards 2006 wurde Candy Shop in der Kategorie Best Rap Song nominiert, unterlag jedoch dem Lied Diamonds from Sierra Leone von Kanye West.
Bei den Billboard Music Awards 2005 wurde der Song als Ringtone of the Year ausgezeichnet. Nominiert war er auch als Rap Single of the Year, verlor jedoch gegen Lovers & Friends von Lil Jon & The East Side Boyz (featuring Usher und Ludacris).